# Vathleitosa
El Balaitús o Vathleitosa (en francès "Balaïtous", en aragonès Pico Os Moros) és una muntanya de 3.144 m d'altitud, amb una prominència de 849 m, al massís homònim, del que és el punt culminant. Està a cavall entre la província d'Osca (Aragó) i el departament dels Alts Pirineus (França).

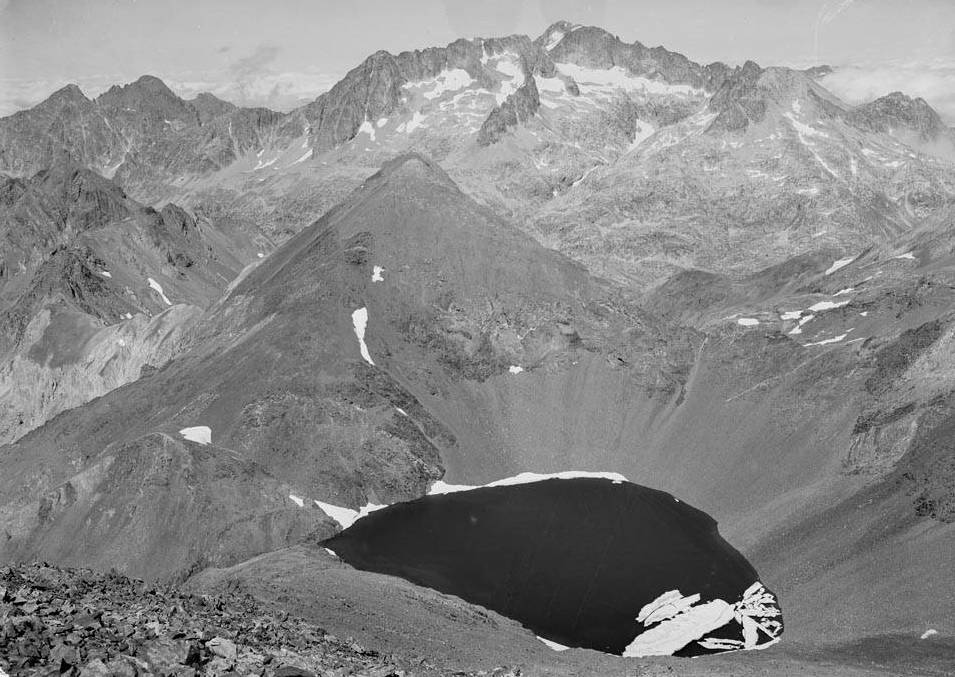
L'estany Tebarrai amb el Balaitús al fons (1910)